# 海峽石油化工
海峽石油化工控股有限公司，簡稱海峽石油化工控股，以及海峽石油化工（英語：Strong Petrochemical Holdings Limited，港交所：0852），董事會由兩名執行董事、兩名非執行董事及三名獨立非執行董事組成。執行董事為王鵬博士及曹新忠先生。非執行董事為郭燕軍先生及王健生先生。獨立非執行董事為王岐虹先生、陸國陽博士及譚鈺渝女士。。
現時在中國內地經營石油及化工產品如原油、成品油 、石化產品以及煤炭的貿易業務。招股價為0.625港元，發行股份為400,000,000股，集資額為250,000,000港元（調整前為招股價為2.5港元，發行股份為100,000,000股），而股份則在2009年1月12日於香港交易所主板上市。
現時總部位於香港金鐘夏愨道18號海富中心二座8樓。

## 連結
- StrongPetroChem.com （页面存档备份，存于）